# George Wald
George Wald (18. listopadu 1906 New York – 12. dubna 1997 Cambridge) byl americký biochemik. V roce 1967 spolu s Ragnarem Granitem a Haldanem K. Hartlinem získal Nobelovu cenu za objevy týkající se základních fyziologických a chemických procesů v oku. Wald byl oceněn za svou práci na biochemii rhodopsinu.

## Život a kariéra
Pocházel z přistěhovalecké židovské rodiny. Studia ukončil v roce 1932 na Columbijské univerzitě.
Od roku 1950 byl členem National Academy of Sciences, od roku 1958 členem American Philosophical Society.. Byl profesorem biologie na Harvardově univerzitě a v roce 1977 odešel do důchodu..
Od 30. let dvacátého století objevil vitamín A v sítnici, následně popsal i jeho aldehyd retinal (původním názvem retinen), navrhl rodopsinový cyklus a objevil zrakové pigmenty, porfyropsin v tyčinkách sladkovodních ryb či jodopsin v čípkách. V šedesátých letech poskytl návrh vysvětlení, proč excitace pigmentu rodopsinu jediným kvantem energie ve fotonu vede k masivnímu zesílení, které končí podrážděním tyčinky a vedení nervového vzruchu do mozku. Podstatou byla kaskádu enzymatických reakcí spouštěná excitovaným rodopsinem, na způsob řetězu reakcí koagulačních faktorů při srážení krve.

## Publikační činnost
- Origin of life, srpen 1964